# RARRES3
RARRES3‏ (Retinoic acid receptor responder 3) هوَ بروتين يُشَفر بواسطة جين RARRES3 في الإنسان.